# 悠木圭子

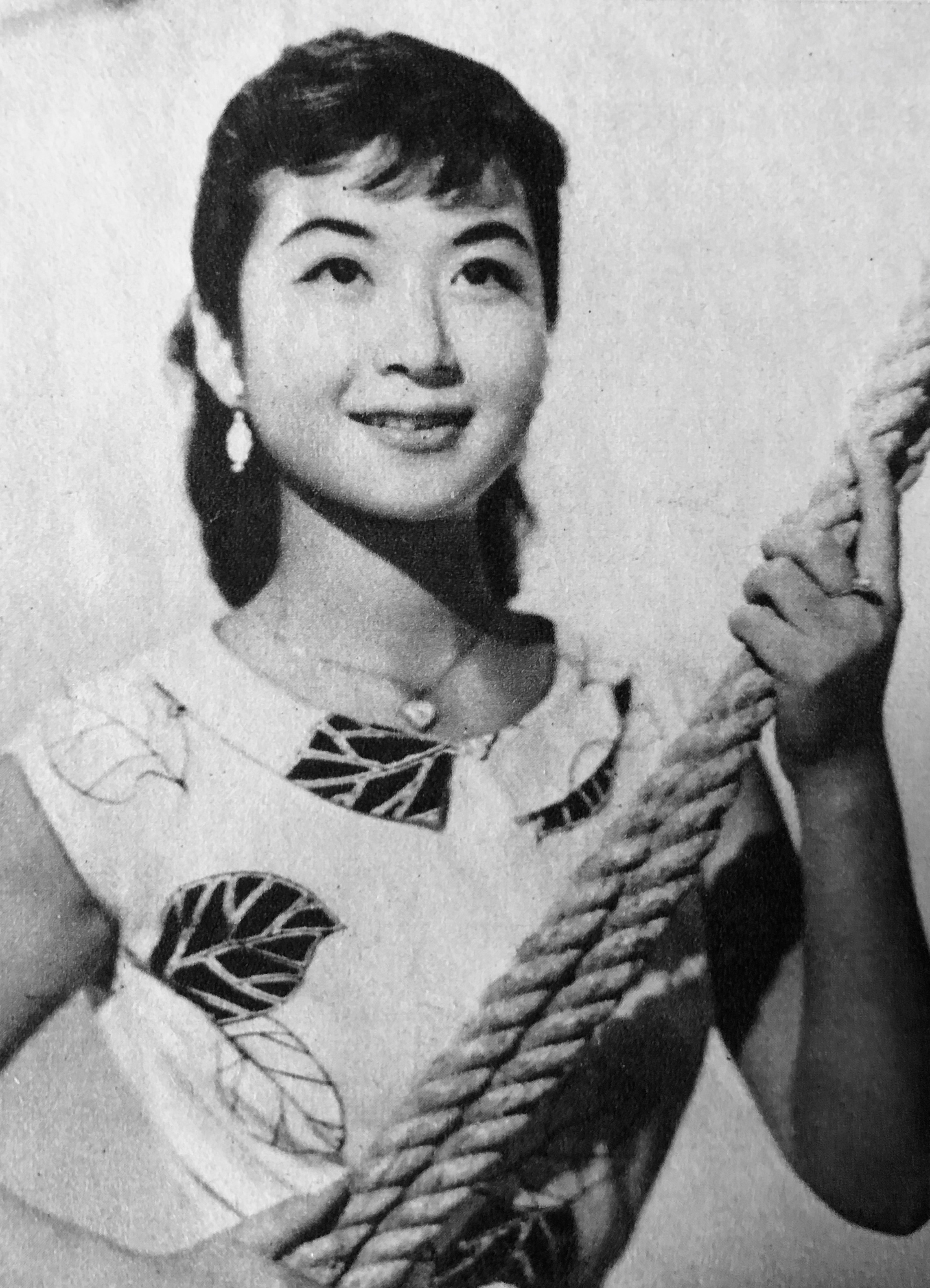
『君待船』（1954年）に出演中の悠木圭子。当時の芸名は藤田佳子だった。

悠木 圭子（ゆうき けいこ、1936年3月21日 - ）は、日本の作詞家、元女優。女優名は藤田佳子。親類に女優の葉山葉子がいる。山口県防府市生まれ。八代亜紀の大ヒット曲『なみだ恋』、『おんなの夢』、香西かおりの大ヒット曲『浮雲』の作詞や田川寿美を見出し大歌手にまで育成したことで知られる。
最初の夫は俳優の山田真二だったが、のち離婚。現在の夫は作曲家の鈴木淳。

## 人物

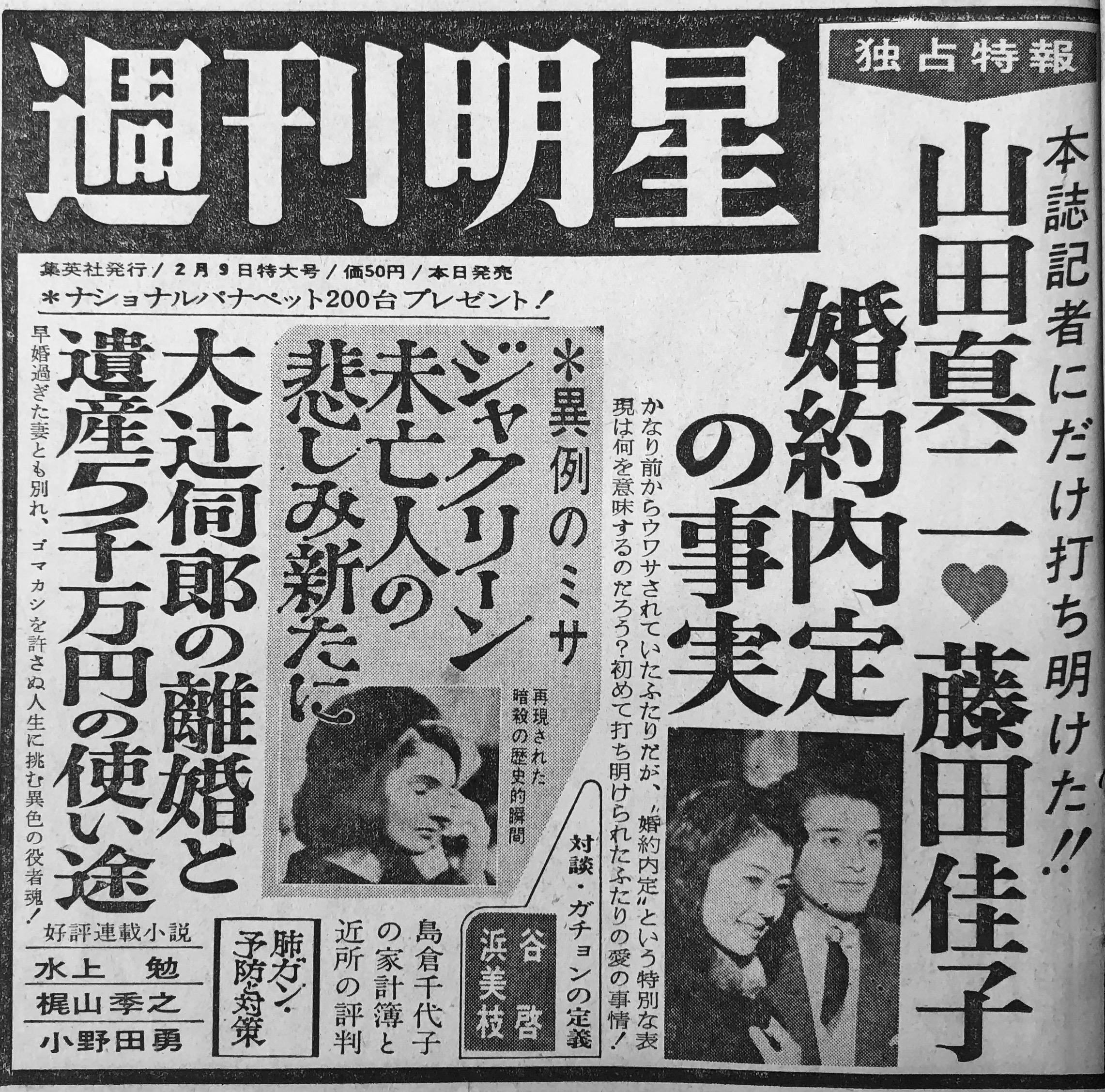
山田真二との婚約を報じる『週刊明星』の新聞広告（1964年）

芸能界入りしたのは16歳だが、藤田佳子の芸名で女優として「十代の秘密」でデビュー。1954年に大映入り。出演作には「婦系図 湯島の白梅」、「霧の音」、「夜の蝶」、「細雪」、「大奥」などがある。京マチ子、若尾文子、山本富士子や市田ひろみ（悠木と同じく、のちに女優から服飾評論家へ転身）らと共演している。1960年代は東映で活躍。他にNHK、TBSなどの作品に数多く出演。
1969年に東映で鶴田浩二主演の「戦後最大の賭場」に出演後、小川知子の『さよならがこわいの』で作詞家デビュー。1973年、八代亜紀の『なみだ恋』の大ヒットをきっかけに女優から作詞家に転向した。転身の動機としては女優として多くの役柄を演じる中、今度は自分でドラマを作ってみたくなったことを挙げている。
1989年には当時13歳であった田川寿美を発掘し、1992年春に『女…ひとり旅』でデビューさせている。田川はその後、「NHK紅白歌合戦」出場、1995年『みれん海峡』の大ヒット（作詞は悠木）、2001年には『海鳴り』で日本作詩大賞優秀作品賞を受賞するなど華々しい活躍をとげ、演歌歌手として大成。人材発掘・育成の才能をも示した。

## 女優時代の主な出演

### 映画
- 君待船（1954年、大映）
- 勝敗（1954年、大映）
- 新しき天（1954年、大映）
- 真白き富士の嶺（1954年、大映）
- 泣き笑い地獄極楽（1955年、大映）
- 火の驀走（1955年、大映）
- 母笛子笛（1955年、大映）
- 浅草の鬼（1955年、大映）
- 婦系図 湯島の白梅（1955年、大映） - VHS化
- 珠はくだけず（1955年、大映）
- 七人の兄いもうと（1955年、大映）
- 薔薇の講道館（1956年、大映）
- 豹の眼（1956年、大映）
- 豹の眼　青龍の洞窟（1956年、大映）
- 人情馬鹿（1956年、大映）
- 屋根裏の女たち（1956年、大映）
- あさ潮ゆう潮（1956年、大映）
- スタジオは大騒ぎ（1956年、大映）
- 愛の海峡（1956年、大映）
- 午後8時13分（1956年、大映）
- 霧の音（1956年、大映）
- スタジオはてんやわんや（1957年、大映） - VHS化
- 踊子（1957年、大映）
- 忘れじの午後8時13分（1957年、大映）
- 名犬物語　吠えろシェーン（1957年、大映）
- 哀愁列車（1957年、大映）
- ふるさとの灯台（1957年、大映）
- 愛すべき罪（1957年、大映）
- 夜の蝶（1957年、大映） - DVD発売
- 青空娘（1957年、大映） - DVD発売
- 赤胴鈴之助 一本足の魔人（1957年、大映） - DVD発売
- 新婚七つの楽しみ（1958年、大映）
- 母（1958年、大映）
- 忠臣蔵 （1958年、大映） - DVD発売
- 赤線の灯は消えず（1958年、大映） - VHS化
- 消された刑事（1958年、大映）
- 夜の闘魚（1959年、大映）
- 細雪（1959年、大映） - VHS化
- 恋は神代の昔から（1963年、東映）
- 呼んでるぜあの風が（1965年、松竹）

### テレビドラマ
- チャッカリ夫人とウッカリ夫人（1965年、TBS）
- 特別機動捜査隊（1967年6月21日　第295話）「しのび逢い」-路子
- 大奥（1968年、関西テレビ）－御台所信子（徳川五代将軍綱吉の正室）
- 球形の荒野（1969年、NHK）
- 大坂城の女（1970年、関西テレビ）－徳子（淀殿の妹、徳川二代将軍秀忠の正室・お江与の方）
- 日本怪談劇場 「怪談 宇津谷峠」（1970年、東京12チャンネル）－ 菊
- 人形佐七捕物帳 第7話「離魂病」（1971年、NET） - お絹
- 花王愛の劇場 「北信濃絶唱」（1972年、TBS）－ 北上幹子
- 恐怖劇場アンバランス 第2話「死を予告する女」（1973年、フジテレビ） - 坂巻和恵

### バラエティー番組
- スター千一夜（フジテレビ、1964年3月21日）
- ジェスチャー（NHK）

## 代表的な曲
- 五木ひろし『再り会い（めぐりあい）』、『逢えて…横浜』
- 入山アキ子『溺れ酒』、『港町 なみだ雨』
- 大月みやこ『恋しぐれ』、『哀未練』
- 小川知子『さよならがこわいの』、『ラブ・アゲイン』
- 香川裕子『それでもいいの』
- 金田たつえ『女の一生』
- 北原由紀『嘘でもいゝから』
- 香西かおり『浮雲』、『別れ雨』
- 小林由紀子『恋の信濃路』、『白い手紙』
- ザ・ブレッスン・フォー『この愛に生きて』（作曲は夫・鈴木淳。朝日放送系時代劇「斬り抜ける」エンディングテーマ）
- 椎名佐千子『恋勿草』『早春慕情』『終着港』
- 田川寿美『女…ひとり旅』、『みれん海峡』、『哀愁港』、『海鳴り』、『ねんねんふるさと』他、多数
- ちあきなおみ『想い出なんて欲しくない』
- ぴんから兄弟『あなたが欲しい』、『人妻未練』
- 真咲よう子『哀愁』
- 都はるみ『おんな恋唄』、『悲恋』
- 八代亜紀『なみだ恋』、『おんなの夢』、『しのび恋』、『ともしび』他、多数
- 山本譲二『おまえと生きる』
- 和田アキ子『心も命も』、『流れ星』
- CM曲『オロナミンCドリンク ヤング101』

## 関連書籍
- 「女優 〜早田雄二コレクションより〜」（毎日新聞社）
  - 野外で舌を出しておどけたポーズの若き日の貴重な写真が収められている。一緒に写っているのは津島恵子、久我美子、三橋達也、久保菜穂子、川崎敬三、島崎雪子ら。